# فيستابيلا ديل مايسترازغو
بلدية فيستابيلا ديل مايسترازغو (بالإسبانية: Vistabella del Maestrazgo)‏، هي إحدى بلديات مقاطعة كاستيلون التي تقع في منطقة بلنسية، في شرق إسبانيا.
يبلغ عدد سكانها 399 نسمة وفقاً لإحصائية سنة (2006).